# Union (magazine)
 (juillet 2012).
Si vous disposez d'ouvrages ou d'articles de référence ou si vous connaissez des sites web de qualité traitant du thème abordé ici, merci de compléter l'article en donnant les références utiles à sa vérifiabilité et en les liant à la section « Notes et références ».
Pour les articles homonymes, voir Union.
Union est un magazine interactif de charme et d'information sur la sexualité, réservé aux adultes, créé en 1972 Il est édité par la société suisse Montreux Publications. Ses photos sont sexuellement explicites et le magazine offre un large espace d'expression à ses lecteurs. Il paraît depuis juillet 1972, est vendu à plus de 150 000 exemplaires[réf. nécessaire] et est lu par près de 600 000 personnes[réf. nécessaire] chaque mois (30 % de femmes et 70 % d'hommes). Depuis 2004, il se diversifie en offrant différents modes de distribution.
En octobre 2013, Denis Olivennes, PDG de Lagardère Active alors propriétaire du titre, annonce que le groupe cherche à se séparer de certains de ses magazines afin de se concentrer sur les marques les plus rentables (Elle, Paris Match, Télé 7 Jours, etc.). Dix autres titres, dont Union, seraient vendus ou arrêtés s'ils ne trouvaient pas d'acquéreur.
Le 2 avril 2014, un repreneur est annoncé : il s'agit du consortium 4B Media (Groupe Rossel et Reworld Media), Union revenant à Reworld,.

## Modes de distribution

### Union Mensuel
Union a été Créé en juillet 1972. Ce mensuel est le plus ancien et le plus vendu des magazines de charme[réf. souhaitée]. Un tiers du rédactionnel est composé de photos et de courriers (inventés pour la plupart[réf. nécessaire]) des lecteurs et lectrices, le reste se partage entre plusieurs rubriques : bonnes adresses, reportages sur le monde du sexe, rubriques « Conseils » et « Sexo ».
En 2001, les ventes d'Union sont montées à 215 000 exemplaires mensuels, avec trois fois plus de lecteurs. En 2010, elles allaient de 120 000 à 150000 par mois, la présence d'une vidéo avec le magazine faisant monter les ventes un mois sur deux.

### Union spécial Lettres et courriels
Créé en mars 2004, ce magazine trimestriel met l'accent sur les photos et  « courriers » des lecteurs et lectrices, qui constituent deux tiers du rédactionnel.

### DVD CollectorUnion
Créé en décembre 2006, ce DVD bimestriel, accompagnant le mensuel, essaye de renouveler le genre en mêlant amour et sensualité.

### Site internet
Créé en juillet 2008, le site internet Union.fr héberge l'intégralité des archives du magazine Union. Les témoignages des lecteurs parus entre 2005 et 2008 sont consultables en accès libre. Le site propose également des conseils de sexologie, présentés sous forme de questions-réponses, un blog et des forums de discussion. Il propose depuis octobre 2008 des services disponibles sur abonnement (photos, vidéos, vidéo à la demande).

## Informations financières
Les comptes de la société Montreux Publications (422420414) de droit helvétique ne sont pas disponibles.